# Philacta
Philacta är ett släkte av skalbaggar. Philacta ingår i familjen Erirhinidae.
Kladogram enligt Catalogue of Life:
| Philacta | \| \| Philacta maculifera \| \| \| \| \| \| Philacta testacea \| \| \| \| |
|          | \| \| Philacta maculifera \| \| \| \| \| \| Philacta testacea \| \| \| \| |
|          | Philacta maculifera                                                       |
|          |                                                                           |
|          | Philacta testacea                                                         |
|          |                                                                           |